# Sant Pere de l'Escala
Sant Pere és una de les dues esglésies parroquials al municipi de l'Escala, juntament amb Sant Martí d'Empúries. Situada al bell mig del nucli antic de la població de l'Escala, davant les places de l'Església, de l'Ajuntament i el Carrer Enric Serra; ha estat protegida com a bé cultural d'interès local.

## Arquitectura
Església d'una sola nau de planta rectangular, amb cinc capelles laterals entre els contraforts, per banda, i absis poligonal amb finestres d'arc apuntat. La nau està coberta amb trams de volta de creueria de perfil rebaixat, bastida amb maó pla, que descansen damunt la cornisa interior que voreja el temple. L'accés a les capelles es fa a través d'uns grans arcs apuntats bastits amb carreus de pedra. Estan cobertes amb voltes de creueria molt rebaixades, algunes bastides amb pedra i d'altres amb maó. L'absis presenta el mateix tipus de coberta que la resta de la nau. Als extrems hi ha la sagristia i una altra capella, amb dues portes d'accés decorades i amb les llindes gravades amb les dates 1726 i 1727. Als peus, el temple presenta una tribuna pel cor, amb balustrada. De l'interior destaca una pica baptismal de pedra, situada al baptisteri del temple, de pedra calcària i planta octogonal, datada el 1740.

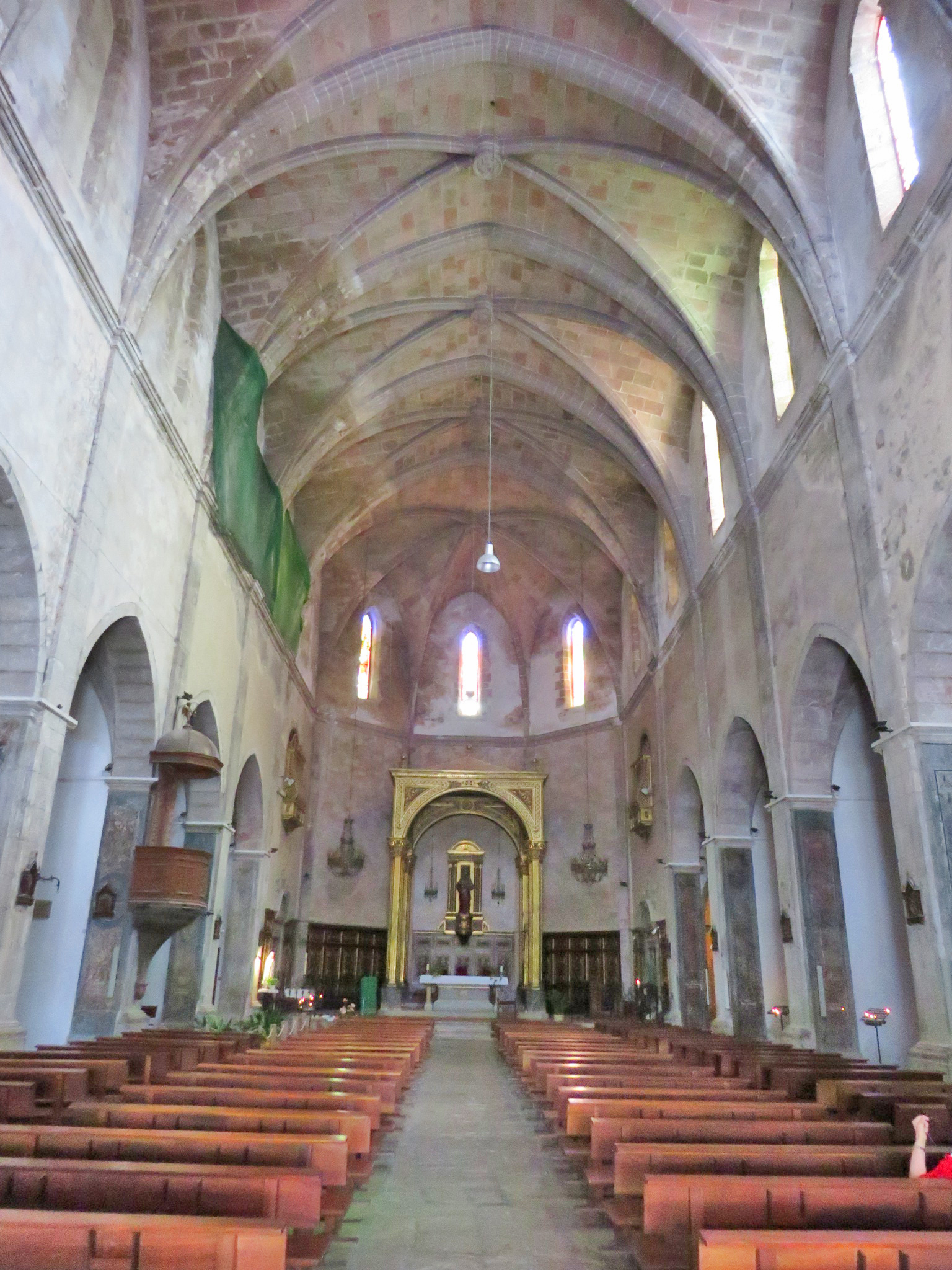
Interior de la nau

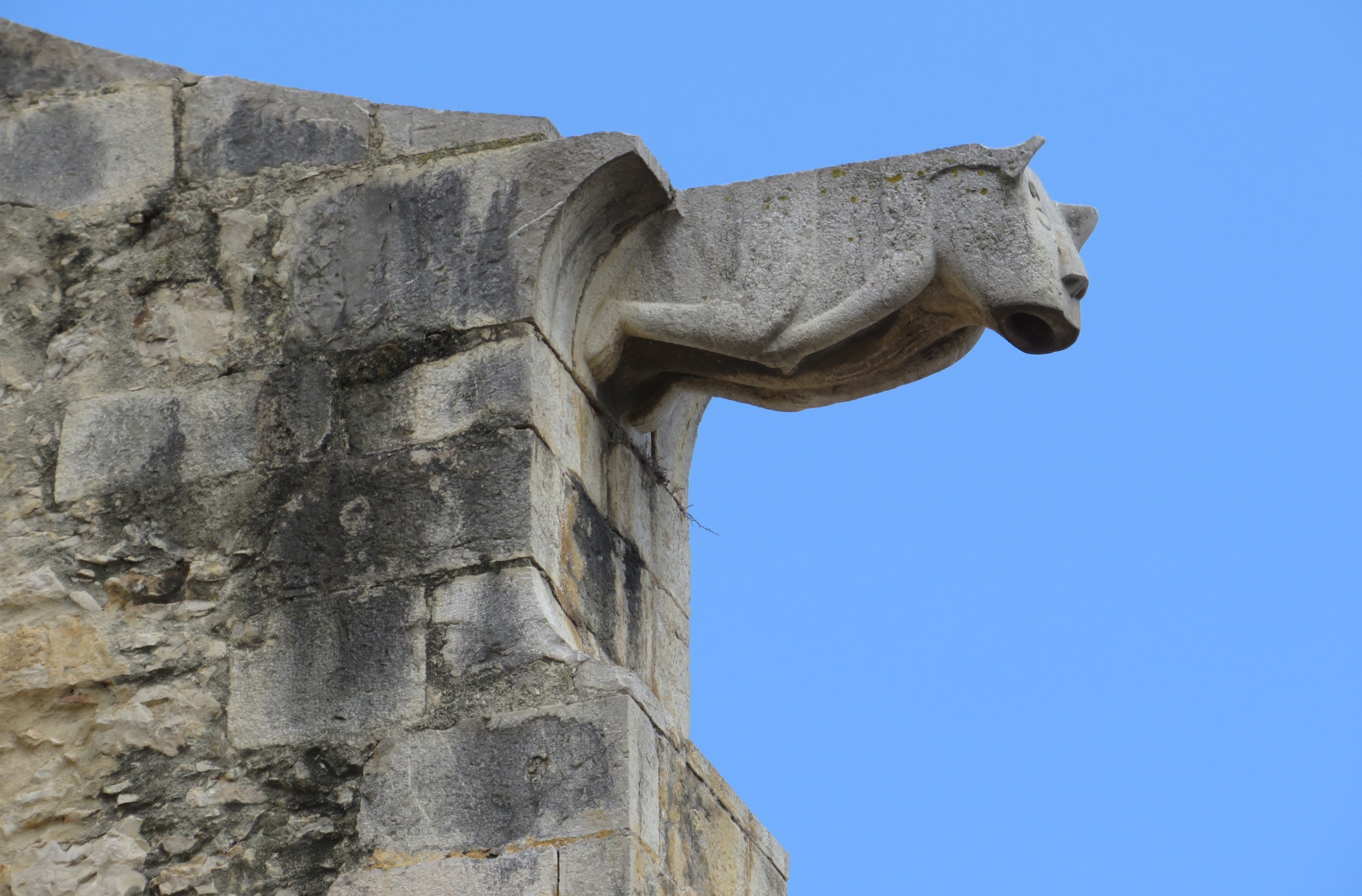
Gàrgola de l'angle sud-est

La façana està formada per un cos central, on s'obre la portada, i dues torres laterals de planta quadrada, una d'elles inacabada i l'altra utilitzada com a campanar. La portalada presenta una gran porta d'accés rectangular motllurada, amb un parell de columnes exemptes damunt un basament elevat, situades als laterals. Les columnes sostenen un entaulament amb fris de tríglifs i mètopes, i un timpà semicircular amb un relleu escultòric i la data del 1752. Damunt el conjunt de la porta, una motllura dona suport a tres figures: la central representa Sant Pere dins d'una fornícula apetxinada. Les laterals són més petites i coronen els pinacles inferiors. Una cornisa que recorre tota la façana, és interrompuda per la gran rosassa central, damunt la qual s'ubica la imatge de Santa Màxima damunt d'una peanya. La façana està rematada per un coronament decorat amb motllures d'inspiració vegetal. A la part central hi ha la data del 1761. Les dues torres presenten dues finestres balconeres amb balustrada. A la part posterior del temple s'observen els contraforts de l'estructura i una gàrgola a cadascun.
La construcció és de pedra sense treballar en els murs laterals, i carreus ben escairats a la façana.

## Història
L'any 1680, la comtessa d'Empúries Caterina Folch de Cardona i Aragó cedeix un solar als 80 veïns de l'Escala per a construir una església. Aquesta primitiva església va ser destruïda per un llamp l'11 de novembre de 1700. El 13 de febrer de 1701 comença la construcció del temple actual, vers el 1752 es concloïa la façana encara que no és fins a l'any 1761 que es donen per acabades les obres. L'església fou beneïda, abans de la seva finalització, el 3 d'octubre de 1739. Des de 1777 és parròquia independent d'Empúries.

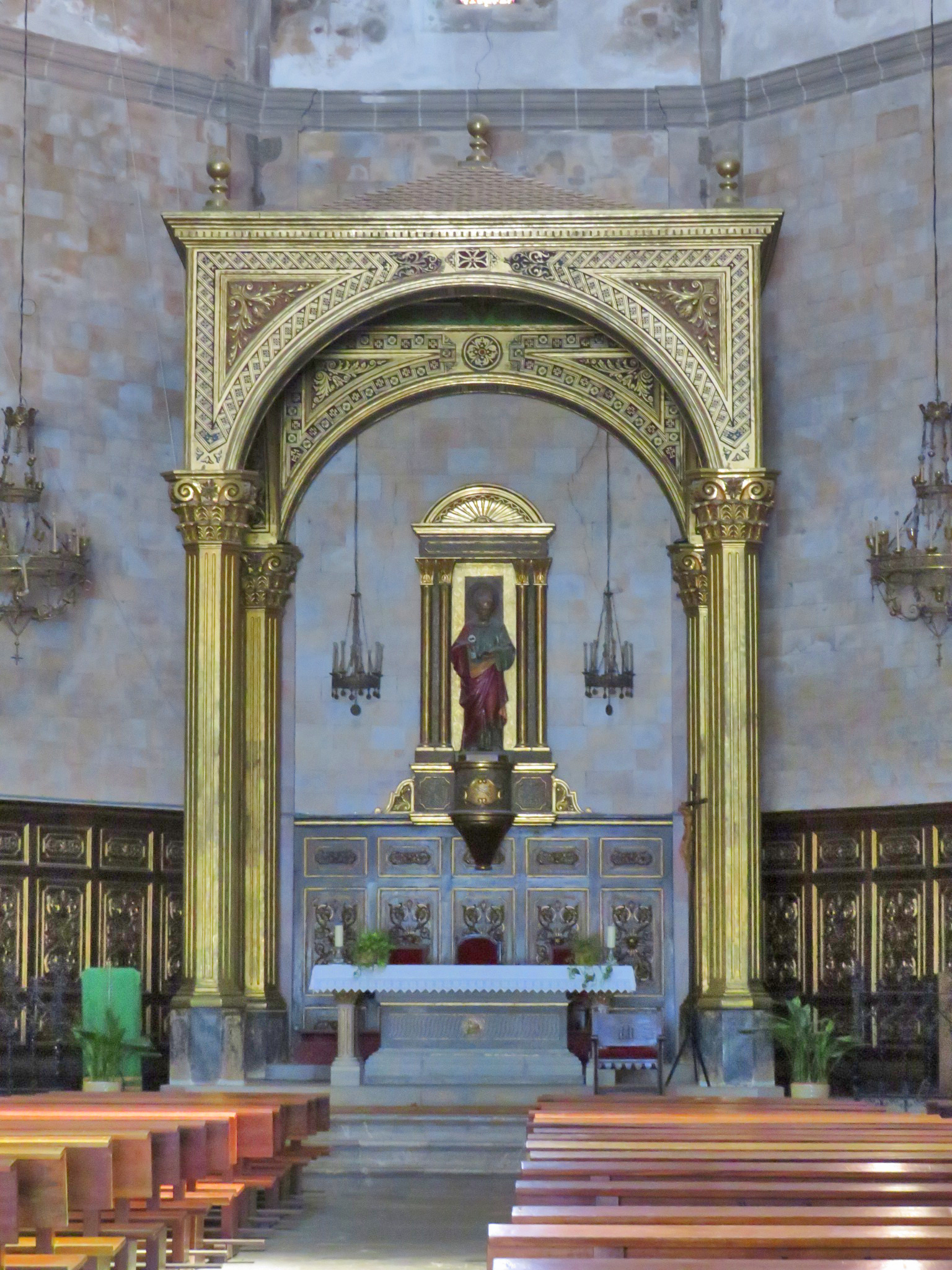
L'actual altar major

La intervenció portada a terme per Martí Sureda Deulovol, entre 1847 i 1864, va consistir en la reparació de la façana malmesa per un llamp i els danys ocasionats per l'aigua en els acabats interiors. També es va refer el teulat. El novembre de 1846 el capellà sol·licita fer-hi obres i indica que Sureda s'ha ofert a fer el projecte de franc.
El 22 de juliol de 1936 un grup d'incontrolats, malgrat les protestes de l'alcalde i dels Amics de l'Art Vell, varen provocar un incendi a l'interior de l'església. El retaule major (d'estil barroc, datat el 1739), l'altar del Santíssim Sagrament (inaugurat el juny de 1920), el de la Mare de Déu dels Dolors (del qual només es va poder salvar el mantell de la Verge), altres imatges, els bancs i les portes varen quedar completament destruïts. Va quedar només la nau de l'església, molt malmesa i ennegrida. Fins i tot els vitralls varen esmicolar-se.
Acabada la Guerra l'any 1939 es reparen les destrosses i s'encarrega un nou altar major. El 1948 es consagrà l'altar major.
Per la festa major de 1985, el dia 2 de setembre, diada de Santa Màxima, es procedí a la inauguració oficial d'uns vitralls encarregats l'any 1983 com a record del III Centenari de la Parròquia.